# BK Iskra Svit
Le BK Iskra Svit est un club de basket-ball slovaque, évoluant dans la ville de Svit. L'équipe évolue en Extraliga soit le plus haut niveau du championnat slovaque.

## Noms successifs
- 1957-1976 : Iskra Svit
- 1979-2010 : Chemosvit Svit
- depuis 2010 : Iskra Svit

## Palmarès
Slovaquie
- Champion de Slovaquie : 2003
- Vainqueur de la Coupe de Slovaquie : 1998, 2001, 2004, 2005, 2014

Tchécoslovaquie
- Champion de Tchécoslovaquie : 1961

## Entraîneurs successifs
- ? :  Tibor Jany
- ? :  Pavol Bojanovský